# دانيال أوكونور
دانيال أوكونور (بالإنجليزية: Daniel O'Connor)‏ هو سياسي أيرلندي، ولد في 13 سبتمبر 1844 في تيبيراري في جمهورية أيرلندا، وتوفي في 24 يناير 1914 في أستراليا. حزبياً، نشط في Protectionist Party ‏. وقد انتخب عضو الجمعية التشريعية نيو ساوث ويلز وانتخب عضو المجلس التشريعي نيو ساوث ويلز.